# Differdange
Differdange (in lussemburghese Déifferdeng, in tedesco Differdingen) è un comune nel Lussemburgo sud-occidentale. Differdange è una cittadina industriale da cui proviene la gran parte della produzione siderurgica lussemburghese; essa si estende lungo i confini tra il Belgio e la Francia. Situata nel cantone di Esch-sur-Alzette, che è parte del distretto di Lussemburgo.

## Geografia fisica
Differdange ha lo status di città e la sua attuale estensione risulta dall'assorbimento dei comuni - ora soppressi - di Lasauvage, Niederkorn e Oberkorn. Secondo il censimento del 2001 ha una popolazione di 10 248 abitanti.
Nel territorio dell'ex comune di Oberkorn nasce il fiume Chiers, un affluente della Mosa che scorre prevalentemente in territorio francese.
Il comune di Differdange partecipa all'Associazione Transfrontaliera del Polo Europeo di Sviluppo, che raggruppa 23 comuni di Lorena, Belgio e del Granducato, i quali formano un agglomerato urbano transfrontaliero di 120 271 abitanti.

## Monumenti e luoghi d'interesse
- Castello di Differdange

## Infrastrutture e trasporti

### Strade
Il comune è servito dall'autostrada A13.

### Ferrovie
Il comune è servito dalla stazione omonima, dalla stazione di Oberkorn e dalla stazione di Niederkorn, tutte situate sulla linea 60 (ex linea 6) di CFL.

## Sport

### Calcio
La squadra principale della città è il Differdange 03.